# Iulie 2020
Acest articol este generat integral pe baza informațiilor din articolul 2020 și este actualizat periodic de un robot.
 Editările făcute în articol vor fi șterse la următoarea actualizare! Dacă doriți să faceți modificări, editați articolul-sursă.

ianuarie -
februarie -
martie -
aprilie -
mai -
iunie -
iulie -
august -
septembrie -
octombrie -
noiembrie -
decembrie
Iulie 2020 a fost a șaptea lună a anului și a început într-o zi de miercuri.

## Evenimente

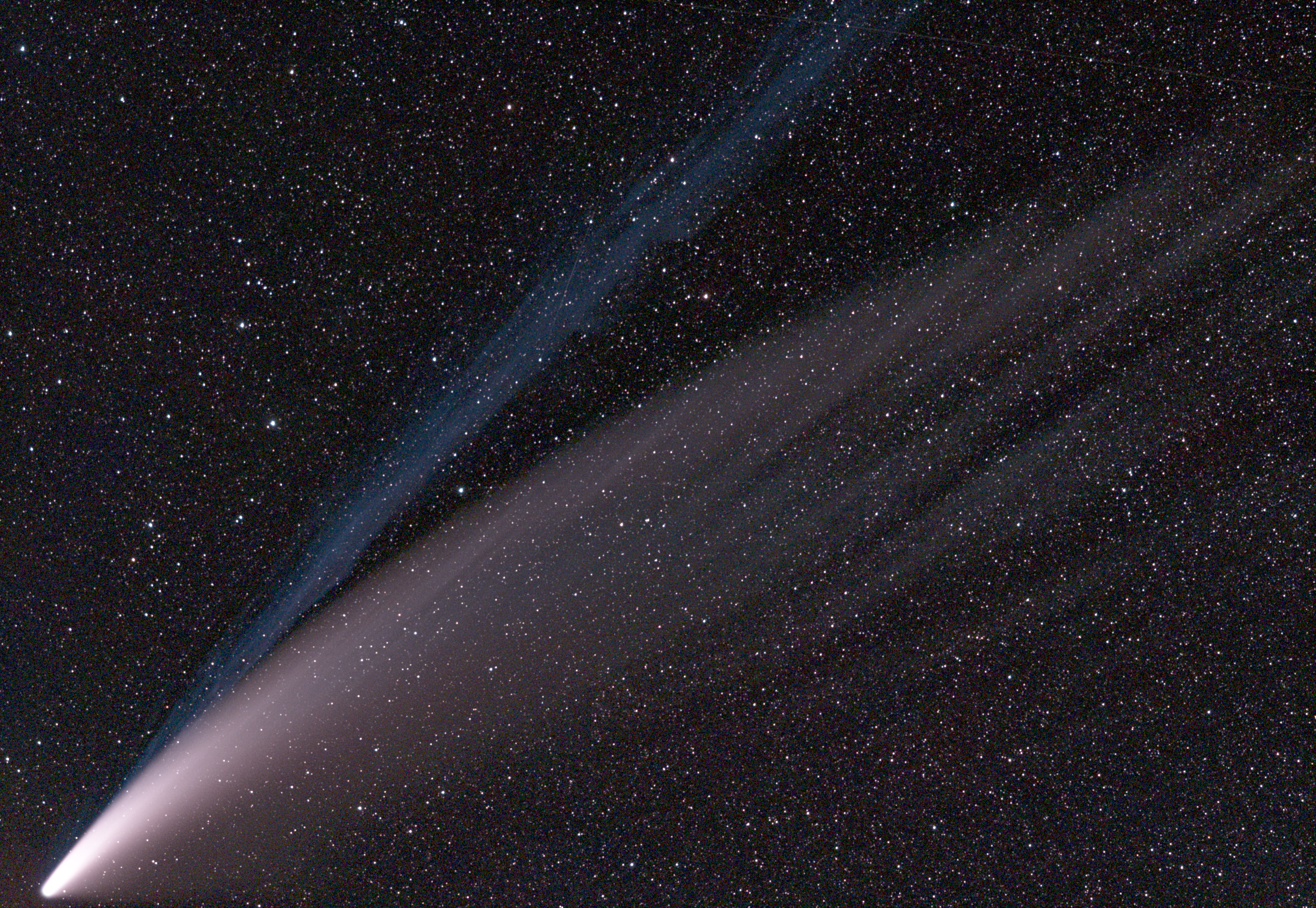
Cometa 2020 F3 (NEOWISE)

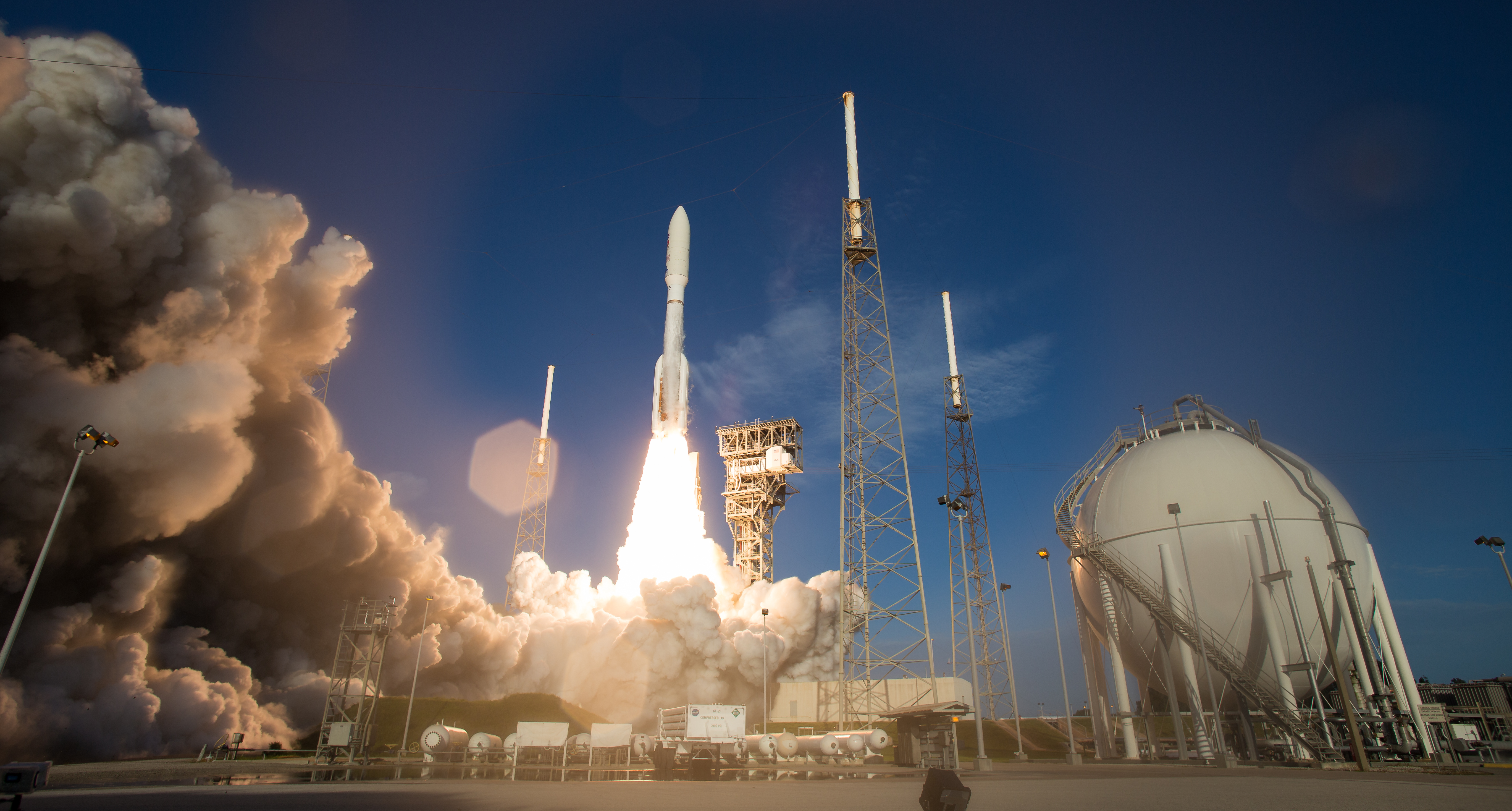
Lansarea rachetei Atlas cu roverul Mars 2020 Perseverance la bord

- 1 iulie: Germania preia de la Croația, pentru a 13-a oară, președinția rotativă a Uniunii Europene (UE) pentru o perioadă de șase luni.
- 2 iulie: Cel puțin 162 de mineri sunt uciși de o alunecare de teren pe un sit minier de jad din Hpakant, Kachin, Myanmar.
- 3 iulie: Primul ministru francez, Édouard Philippe, demisionează din guvern, pe baza speculațiilor că președintele Emmanuel Macron va implementa o remaniere a cabinetului. Jean Castex este numit de președintele Emmanuel Macron, noul prim-ministru al Franței.
- 3 iulie: Președintele filipinez, Rodrigo Duterte, semnează Legea Antiterorismului prin care abrogă Legea privind securitatea umană semnată în 2007.
- 7 iulie: Statele Unite își declară oficial intenția de a se retrage din Organizația Mondială a Sănătății în 2021.

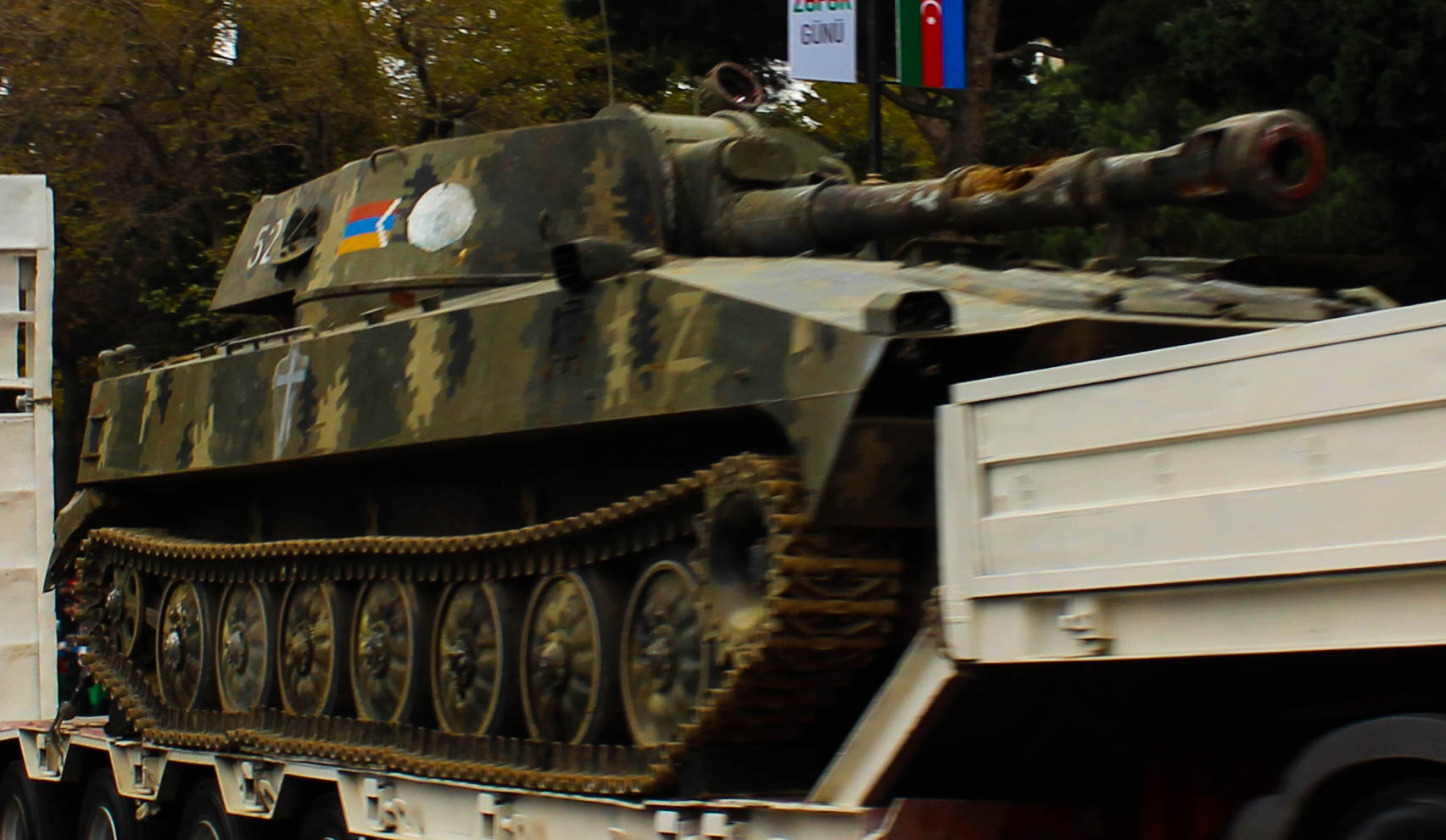
Conflictul din Nagorno-Karabah - Tanc armean capturat de trupele azere, prezentat la parada victoriei de la Baku

- 13 iulie: Conflictul din Nagorno-Karabah: Câțiva soldați armeni și azeri sunt uciși și / sau răniți după o ciocnire la granița enclavei azere Republica Autonomă Nahicevan.
- 20 iulie: Emiratele Arabe Unite au lansat o rachetă menită să ajungă pe planeta Marte. După mai multe amânări, aceasta a decolat din Japonia (centrul spațial Tanegashima). Aceasta este prima misiune spațială arabă spre Planeta Roșie și constă într-o sondă numită Al-Amal (Speranța). Sonda spațială fără pilot la bord ar trebui să înceapă să orbiteze în jurul planetei Marte într-o misiune de șapte luni, până în februarie 2021, marcând cea de-a 50-a aniversare a unificării celor șapte principate care constituie Emiratele Arabe Unite.[1]
- 22 iulie: Pandemie COVID-19: România a depășit pentru prima oară pragul de 1000 de cazuri pe zi.[2]
- 29 iulie: 32 de presupuși mercenari ruși au fost arestați de poliția din Belarus, la un sanatoriu, membri ai companiei militare Vagner, pentru care Moscova a cerut eliberarea spunând că aceștia ar fi în tranzit și că se îndreaptă spre Turcia.
- 30 iulie: Este lansată cu succes misiunea Mars 2020.
- 31 iulie: Uraganul Isaias se îndreaptă spre Bahamas și Statele Unite ca un uragan de categoria 1, după ce a provocat inundații și alunecări de teren în Republica Dominicană și Puerto Rico. Un avertisment de uragan este emis pentru Coasta Atlanticului din Florida.

## Decese
- 1 iulie: Eugen Dimitriu, 96 ani,  publicist, scriitor, traducător, muzeograf și cercetător român (n. 1923)
- 1 iulie: Ida Haendel, violonist britanic de origine poloneză (n. 1928)
- 2 iulie: Aurel Istrati, 77 ani,  pictor, critic de artă și muzeograf român (n. 1942)
- 4 iulie: Sebastián Athié, 24 ani, actor și cântăreț mexican (n. 1995)
- 6 iulie: Florin Faifer, 77 ani, istoric și critic literar, teatrolog și lexicograf român (n. 1943)
- 6 iulie: Ronald Graham, 84 ani, matematician american (n. 1935)
- 6 iulie: Ennio Morricone, 91 ani, compozitor și dirijor italian (n. 1928)
- 8 iulie: Naya Rivera (Naya Marie Rivera), 33 ani, actriță și cântăreață americană (n. 1987)
- 9 iulie: Jean-François Garreaud, 74 ani, actor francez (n. 1946)
- 10 iulie: Ghaida Kambash, 46 ani, politiciană irakiană (n. 1974)
- 12 iulie: Kelly Preston Travolta (n. Kelly Kamalelehua Smith), 57 ani, actriță de film și model americană (n. 1962)
- 13 iulie: Grant Imahara, 49 ani, expert american în electronică și control radio (n. 1970)
- 14 iulie: Adalet Ağaoğlu, 90 ani, romancieră și dramaturgă turcă (n. 1929)
- 16 iulie: George Paul Avram, 80 ani, actor român de film, radio, televiziune, scenă și voce (n. 1940)
- 17 iulie: J. I. Packer (James Innell Packer), 93 ani, teolog creștin englez (n. 1926)
- 18 iulie: Juan Marsé, 87 ani, romancier, jurnalist și scenarist spaniol (n. 1933)
- 20 iulie: Lone Dybkjær, 80 ani, politiciană daneză, membră a Parlamentului European (1999–2004), (n. 1940)
- 20 iulie: Hedi Hauser, 89 ani, scriitoare germană de cărți pentru copii (n. 1931)
- 21 iulie: Valeriu Cazacu, 72 ani, actor de teatru și film din Republica Moldova (n. 1948)
- 23 iulie: Éric de Cromières, 66 ani, director sportiv și director executiv al companiei Michelin (n. 1953)
- 25 iulie: Peter Green, 73 ani, chitarist și cântăreț englez, fondatorul formației Fleetwood Mac (n. 1946)
- 26 iulie: Olivia de Havilland, 104 ani, actriță americană de film (n. 1916)
- 27 iulie: Magda Kósáné Kovács, 79 ani, om politic maghiar, membru al Parlamentului European (2004–2009), (n. 1940)
- 27 iulie: Camil Marinescu, 55 ani, dirijor român (n. 1964)
- 29 iulie: Ajip Rosidi, 82 ani, prozator și poet indonezian (n. 1938)
- 30 iulie: J.M.A. Biesheuvel, 81 ani, scriitor olandez (n. 1939)
- 31 iulie: Mihai Dăncuș, 78 ani, istoric, profesor, etnograf, etnolog, autor și cercetător român (n. 1942)
- 31 iulie: Alan Parker, 76 ani, regizor englez de film (n. 1944)